# Märta Jägerskiöld
Märta Signe Christina Ehrenkrona-Jägerskiöld (* 11. Dezember 1905 in Hulterstad bei Mjölby; † 30. Juni 1992 in Stockholm) war eine schwedische Malerin.

## Biographie
Märta Jägerskiöld war die Tochter von Baron Carl-Erik Ehrenkrona und Signe Westman. 1938 heiratete sie den Historiker Olof Jägerskiöld.
Sie studierte von 1926 bis 1927 an der Malschule von Edward Berggren und Gottfrid Larsson, 1928 bis 1933 an der Stockholmer Akademie der Schönen Künste und 1935 bis 1936 bei Othon Friesz an der Académie Colarossi in Paris.
Ihre erste Einzelausstellung hatte sie 1943 im Konstnärshuset in Stockholm, gefolgt von einer Ausstellung 1950 im Östergötland Museum. Sie nahm außerdem an Gruppenausstellungen der Östergöta Konstförening und der Svenska Allmänna Konstföreningen teil und stellte über 15 Jahre hinweg mit der Föreningen Svenska Konstnärinnor (Schwedischer Künstlerinnenverband) aus.

## Werk
Märta Jägerskiölds Œuvre umfasst vor allem Stillleben, Porträts und Fensteransichten in Öl und Pastell.  
Werke von ihr befinden sich in der Sammlung des Östergötland Museums.